# Pauli Ellefsen
Pauli Ellefsen, teljes nevén Joen Pauli Højgaard Ellefsen (Miðvágur, 1936. április 20. – 2012. augusztus 24.) egykori feröeri politikus, a Sambandsflokkurin (Unionista Párt) tagja és elnöke. 1981-től 1985-ig Feröer miniszterelnöke volt.

## Pályafutása
1954-1956-ban halászként járta a tengert. Ezt követően távközlési technikusként dolgozott, és kereskedelmi végzettséget szerzett. 1969-től állami tisztviselő volt.
A Løgtingbe 1974-ben választották be először és – leszámítva miniszterelnöki időszakát – 1990-ig képviselő maradt. Szintén 1974–től 1990-ig az unionisták elnöke volt. 1977-1987 és 1988-1990 között – ugyancsak a miniszterelnöki periódust leszámítva – a Folketing két feröeri képviselőjének egyike volt. 1975-1976-ban és 1979-ben az Északi Tanácsban képviselte hazáját.

## Magánélete
Szülei Sofía szül. Højgaard Rituvíkból és Joen Elias Ellefsen Miðvágurból. Nős, felesége Henni Egholm szül. Rasmussen. Hoyvíkban élt.

## Fordítás
- Ez a szócikk részben vagy egészben az Pauli Ellefsen című német Wikipédia-szócikk ezen változatának fordításán alapul.  Az eredeti cikk szerkesztőit annak laptörténete sorolja fel. Ez a jelzés csupán a megfogalmazás eredetét és a szerzői jogokat jelzi, nem szolgál a cikkben szereplő információk forrásmegjelöléseként.